# 부당중량아
부당중량아 또는 재태령에 비해 큰 태아(large for gestational age, LGA)는 같은 발생연령의 아기들과 비교했을 때 비정상적으로 높은 체중, 특히 90백분위수 이상의 체중을 가지고 태어난 신생아를 뜻하는 용어이다. 거구증(macrosomia, 巨軀症) 또는 큰몸증은 과도한 출생 시 체중을 뜻하는 비슷한 뜻의 용어지만, 재태령과 관계없이 절대적인 측정치를 기준으로 한다. 일반적으로 거구증을 진단하기 위한 출생 시 체중의 기준치는 4,000~4,500g이지만, 그 정의에 대한 국제적인 합의에 이르는 데에는 여러 어려움이 있다.
신생아의 거구증이나 부당중량아에 대한 평가는 산모와 신생아의 분만 이후 합병증, 아기에게 생길 수 있는 장기간의 건강상 합병증, 신생아의 사망 등 출생과 관련된 위험 요소를 확인하는 데에 도움이 된다.